# أنجيلا كاريني
أنجيلا كاريني (ولدت في 6 أكتوبر 1998) هي ملاكمة إيطالية شاركت في دورة الألعاب الأولمبية الصيفية 2020 في وزن الوسط للسيدات. خلال دورة الألعاب الأولمبية في باريس عام 2024 انسحبت من المباراة ضد الجزائرية إيمان خليف بعد 46 ثانية من مواجهتهما في وزن 66 كيلوجرام في الجولة الأولى. ذهبت كاريني إلى مدربها إيمانويل رينزيني بعد 30 ثانية من بدء القتال لإصلاح غطاء رأسها، ولكن بعد استئناف القتال لفترة وجيزة عادت إلى ركنها وتوقفت وغادرت الحلبة بسرعة.
دخلت اللاعبة إيمان خليف دائرة الضوء منذ استبعادها من مباراة الميدالية الذهبية في بطولة العالم 2023 لفشلها في الامتثال لقواعد الأهلية الخاصة بالاتحاد الدولي للملاكمة التي تمنع الرياضيين الذين لديهم كروموسومات XY من المنافسة في أحداث السيدات، ومع ذلك تم الحكم بأنها مؤهلة للمنافسة في أولمبياد باريس، وهي مسابقة تديرها اللجنة الأولمبية الدولية. حددت بعض الرياضات مستويات هرمون التستوستيرون المسموح بها للرياضيين المشاركين في منافسات السيدات، في حين تمنع رياضات أخرى كل من مر بمرحلة البلوغ الذكوري.